# Ерёмин, Вадим Геннадьевич
Вадим Геннадьевич Ерёмин (1941—2009) — русский советский писатель, прозаик, публицист и поэт, кандидат технических наук, доцент Орловского государственного технического университета. Член Союза писателей СССР (с 1985 года). Лауреат Национальной литературной премии имени Эдуарда Володина и  других всероссийских литературных премий.

## Биография
Родился 10 января 1941 года в посёлке Лутугино Луганской области Украинской ССР.
С 1955 по 1958 год обучался в Орловском машиностроительном техникуме. После трёхгодичной службы в Советской армии с 1961 по 1966 год обучался в Орловском политехническом институте. С 1966 по 1973 год работал в системе оборонно-промышленного комплекса — инженер завода
«Орёлтекмаш». С 1973 по 2009 годы на педагогической работе в Орловском государственном техническом университете, в преподавательских должностях и в учёном звании доцента, в 1976 году в Московском полиграфическом институте им была защищена диссертация на соискание учёной степени кандидат технических наук по теме: «Методы эргономического анализа и проектирования систем управления полиграфическими машинами». Основная научно-педагогическая деятельность Ерёмина была связана с вопросами в области  художественного конструирования, он являлся автором девятнадцати учебников, учебных пособий и монографий, а так же стопятнадцати научно-методических публикаций, основные учебники для вузов издавались в «Машиностроении» и «Высшей школе».

### Литературная деятельность
Член Союза писателей СССР с 1985 года. В 1955 году из под пера Ерёмина вышли первые поэтические произведения. В 1965 году первые поэтические произведения «Танк», благодаря писателю В. М. Катанову были опубликованы в газете «Орловская правда». В 1983 году в издательстве «Современник» вышел его первый поэтический сборник «Дорога на Спасское», в этом же году в «Приокском книжном издательстве» вышел второй поэтический сборник «Сентябрь». В 1988 году в издательстве «Детская литература» под редакцией писателя В. Д. Берестов вышла первая поэтическая детская книга Вадима Ерёмина — «Папа потерялся», и в этом же году вышла вторая книга «Трудный день». Некоторые детские произведения Вадима Ерёмина читались в детской передаче «Спокойной ночи, малыши!». В последующем вышли поэтические сборники: «Снег на проводах» (1990), «Квадратное солнце» (1993), «Новые стихи» (1996), «Пейзаж предвечерний» (1997), «На стеклянном ветру» (2004), «Мир повернулся на оси» (2005) и «В течение дня» (2012, посмертно). А так же сборники поэтических произведений для детей: «Если я с крыльца шагну» (1996), «Я сегодня опоздавший» (2001), «Шёл из школы ученик» (2005), «Петя Колю перерос» (2009) и сказок-раскрасок «Жил-был кот» (1992). 
Произведения писателя печатались в различных литературно-художественных газетах и журналах, таких как: «Наш современник», «Литературная учёба», «Литературная Россия», «Пионерская правда», «Московская правда», «Воин России». Положительные отзывы на литературные произведения Вадима Ерёмина  публиковали такие известные поэты как Валентин Берестов и Юрий Кузнецов.
В 2004 году за книги «Пейзаж предвечерний» и «Я сегодня опоздавший» Вадим Ерёмин становится лауреатом Всероссийской литературной премии имени А. И. Фета, в 2005 году за книгу «Шел из школы ученик» был удостоен Национальной литературной премии имени Эдуарда Володина. В 2007 году становится лауреатом  Всероссийской литературной премии «Вешние воды».
Скончался 18 апреля 2009 года в городе Орле.

### Литературные произведения
- Дорога на Спасское : Стихи / Вадим Еремин. - М. : «Современник», 1983 г. — 48 с.
- Сентябрь : Стихи / Вадим Еремин; [Худож. Е. Н. Жидков]. - Тула : Приок. кн. изд-во, 1983 г. — 47 с.
- Папа потерялся : Стихи / Вадим Еремин; Рис. В. Нагаева. - М. : «Детская литература», 1988 г. — 16 с. — ISBN 5-08-001184-X
- Трудный день : Стихи для детей / Вадим Еремин; [Худож. В. И. Бочаров]. - Тула : Приок. кн. изд-во, 1988 г. — 31 с.
- Снег на проводах : Стихи / Вадим Еремин; [Худож. В. Бочаров]. - Тула : «Приокское книжное издательство», 1990 г. — 94 с. — ISBN 5-7639-0147-9
- Жил-был кот : Сказки-раскраски / Вадим Еремин; Рис. И. Ереминой. - Орел : Вешние воды, 1992 г. — 32 с. — ISBN 5-87295-005-5
- Квадратное солнце : Стихи разных лет / Вадим Еремин; Офорты А. Костянникова. - Орел : Вешние воды, 1993 г. — 180 с. — ISBN 5-87295-016-0
- Пейзаж предвечерний : Стихи / В. Еремин; [Худож. Б. Костянников]. - Орел : Вешние воды, 1997 г. — 208 с. — ISBN 5-87295-079-9
- Безымянные высоты : Сб. стихов / Обществ. ред.: Еремин В. Г. и др. - Орел, 1998 г. — 296 с.
- Я сегодня опоздавший : Стихи и рассказы для детей / Вадим Еремин. - Орел : «Вешние воды», 2001 г. — 135 с. — ISBN 5-87295-122-1
- На стеклянном ветру : из новых стихов : (1997—2001) / Вадим Еремин. - Орел : Внешние воды, 2004 г. - 275 с. — ISBN 5-87295-163-9
- Шёл из школы ученик : [стихи для детей] / Вадим Еремин ; [худож. Л. Е. Жмакина]. - Орел : Вешние воды, 2005 г. — 47 с. — ISBN 5-87295-187-6
- Петя Колю перерос : стихи для детей / Вадим Ерёмин ; худож. Любовь Жмакина. - Орёл : Вешние воды, 2009 г. — 42 с. — ISBN 978-5-87295-189-6
- В течение дня : стихи / Еремин Вадим ; [худож. А. Г. Костяников, В. В. Олейникова]. - Орел : Вешние воды, 2012 г. — 255 с. — ISBN 978-5-87295-276-3

### Научные труды
- Обеспечение безопасности жизнедеятельности в машиностроении : учебное пособие / В. Г. Ерёмин, В. В. Сафронов, А. Г. Схиртладзе, Г. А. Харламов. - Москва : «Машиностроение», 2000 г. — 391 с. - (В. Для вузов). — ISBN 5-217-02950-1
- Методы и средства обеспечения безопасности труда в машиностроении : Учеб. для студентов машиностроит. специальностей вузов / [Еремин Вадим  Геннадиевич, Сафронов Владислав Васильевич, Схиртладзе Александр Георгиевич, Харламов Геннадий Андреевич]; Под ред. Ю. М. Соломенцева. - М. : Высш. шк., 2000 г. — 323 с. — ISBN 5-06-003862-9
- Обеспечение безопасности жизнедеятельности в машиностроении : Учеб. пособие для студентов вузов / В.Г. Ерёмин, В.В. Сафронов, А.Г. Схиртладзе, Г.А. Харламов. - 2. изд., перераб. и доп. - М. : Машиностроение, 2002 г. — 398 с. - (В. Для вузов). — ISBN 5-217-03137-9
- Экологические основы природопользования : Учеб. пособие для студентов учреждений сред. проф. образования, обучающихся по специальностям техн. профиля / В.Г. Еремин и др.; Под ред. Ю.М. Соломенцева. - М. : «Высшая школа», 2002 г. — 252 с. — ISBN 5-06-004077-1
- Безопасность жизнедеятельности в машиностроении : учебник для студентов высших учебных заведений / Еремин В. Г. и др. - Москва : Академия, 2008 г. — 381 с. — ISBN 978-5-7695-4738-6
- Безопасность труда в машиностроении в вопросах и ответах : учебное пособие для студентов высших учебных заведений / В. Г. Еремин [и др.]. - Старый Оскол, Белгородская обл. : ТНТ, 2009 г. — 239 с. — ISBN 978-5-94178-199-7
- Безопасность жизнедеятельности в энергетике : учебник для студентов высших учебных заведений / В. Г. Еремин и др. - Москва : Академия, 2010 г. — 398 с. — ISBN 978-5-7695-5987-7[9]

## Награды
- Почётный работник высшего профессионального образования Российской Федерации

### Премии
- Национальная премия «Имперская культура» имени Эдуарда Володина (2005 — за книгу «Шел из школы ученик»)[7]
- Лауреат Всероссийской литературной премии «Вешние воды» (2007)[8]
- Лауреат Всероссийской литературной премии имени А. И. Фета (2004 — за книги «Пейзаж предвечерний» и «Я сегодня опоздавший»)[8]

## Память
- В 2013 году Библиотечно-информационному центру в Северном районе города Орла было присвоено имя В. Г. Еремина[2]